# Draviet

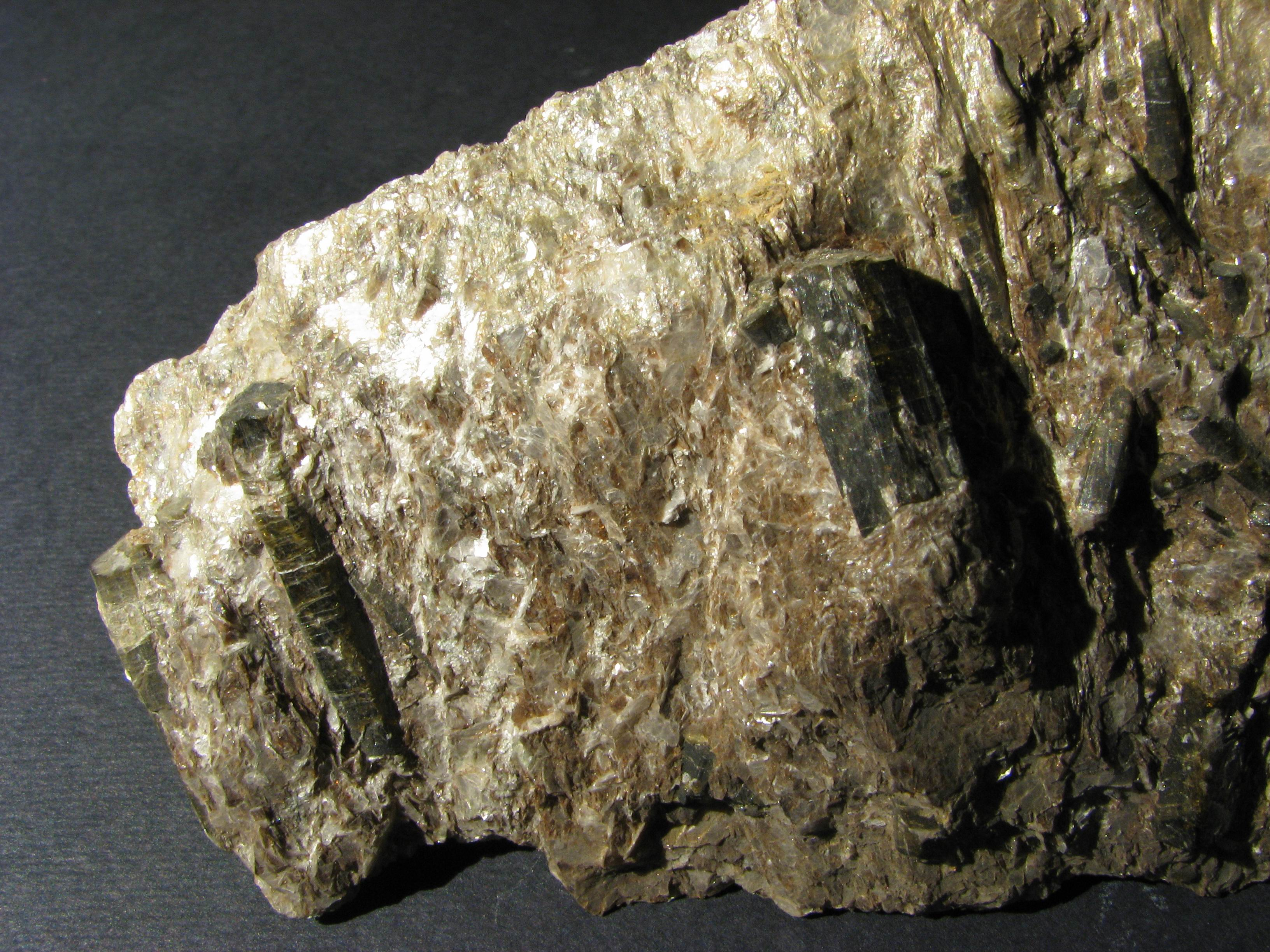

Het mineraal draviet  met molecuulformule Na Mg3 Al6 (BO3)3 Si6 O18 (OH)4 is een toermalijn en een cyclosilicaat. Het is naar de Drau genoemd, een zijrivier van de Donau. De eigenschappen van draviet zijn hetzelfde als die van toermalijn, het lijkt bijvoorbeeld veel op uviet dat ook een toermalijn is. Het heeft een trigonaal kristalstelsel. Het is doorzichtig, doorschijnend tot niet-doorzichtig en is bruin, groenbruin tot bruinzwart, zelden geel, donkerrood of grijsblauw. Het wordt onder andere in Duitsland gevonden, in de Oeral en de Transbaikal, in Midden-Azië, in Pennsylvania, Texas en New York in de Verenigde Staten en in Australië. Het mineraal wordt zelden tot edelsteen bewerkt.